# Rodnikovskij rajon
Il Rodnikovskij rajon (in russo Родниковский район?) è un rajon dell'Oblast' di Ivanovo, nella Russia europea; il capoluogo è Rodniki. Istituito nel 1918, il rajon ricopre una superficie di 934 chilometri quadrati e nel 2010 ospitava una popolazione di circa 36.000 abitanti.